# Jan Reker
Jan Reker (* 3. Juni 1948 in Eindhoven) ist ein niederländischer ehemaliger Fußballtrainer und aktueller Fußballfunktionär.

## Karriere

### Trainerkarriere
Während seiner aktiven Fußballkarriere, schaffte es Reker nur in die Nachwuchsabteilung des FC Eindhoven. Einen Profivertrag unterzeichnete er nie.
Seine Trainerkarriere begann bereits im Alter von 21 Jahren, als er Jugendtrainer bei Willem II Tilburg wurde und zwei Jahre darauf den gleichen Posten bei der PSV Eindhoven durchführte. 1977 übernahm er den Co-Trainer-Posten beim damaligen Eredivisie-Vertreter VVV Venlo. Im Januar Saison 1980 wurde Reker wieder von der PSV verpflichtet, wo er unter kurzzeitig als Interimstrainer der Profimannschaft arbeitet, ehe er von Thijs Libregts ersetzt wurde, welcher offizieller Nachfolger von war Kees Rijvers. Drei Jahre später musste Libregts gehen und Reker wurde endgültig Cheftrainer bei den Rot-Weißen". 1984 und 1985 wurde er Vizemeister, ehe der Trainer 1986 die fünfte nationale Meisterschaft gewinnen konnte. Bald darauf übernahm er den VVV Venlo. Mit zwei fünften Plätzen 1987 und 1988, erreichte er mit dem Klub das beste Ergebnis der Vereinsgeschichte. Zwischen 1988 und 1991 zog es Reker zu Ligakonkurrenten, ehe er 1995 nochmal für ein Jahr den MVV Maastricht betreute.

### Fußballfunktionär / Präsident
Nachdem er sich von der Trainerlaufbahn abwendete, übernahm Reker den Vorsitz des Coaches Betaald Voetbal (CBV), einem Verein zur Wahrung der Rechte der Trainer, den er bereits 1990 gründete. 
Am 1. Juli 2007 kehrte er wieder zur PSV Eindhoven zurück und übernahm die Stelle des Präsidenten. Dort ersetzte er Frits Schuitema. Eine seiner ersten großen Aufgaben war es im Oktober 2008 den gescheiterten Ronald Koeman zu ersetzen. Nachdem es mit Jan Wouters und Sef Vergoossen zwei Übergangslösungen gab, stellte Reker zur Saison 2009/10 schließlich Huub Stevens als neuen Cheftrainer vor. Zuvor konnte Vergossen den ersten Meistertitel in Rekers Amtsperiode gewinnen.

## Erfolge

### Als Trainer
- Niederländischer Meister mit PSV Eindhoven: 1985

### Als Präsident
- Niederländischer Meister mit PSV Eindhoven: 2008